# 切列申卡 (傑拉日尼亞區)
49°18′13″N 27°29′20″E / 49.30361°N 27.48889°E
切雷申卡（烏克蘭語：Черешенька）是位於烏克蘭西部的村莊，由赫梅利尼茨基州裡赫梅利尼茨基區的德拉日尼亞市鎮負責管轄。該村始建於1647年，面積1.23平方公里，海拔高度278米，2001年人口299，人口密度每平方公里243.9人。